# Cratere De Vries
De Vries è il nome di un cratere lunare da impatto intitolato al naturalista olandese Hugo de Vries, situato nella faccia nascosta della Luna. Si trova circa a metà tra i crateri Racah, a nord-nord-ovest, e Orlov, a sud-sud-est. Un grande impatto si estende tra De Vries ed Orlov unendo le due formazioni con i resti dei suoi bordi.
Questo cratere non mostra significativi segni di erosione, e soli un piccolo impatto successivo marca il margine settentrionale. Nel pianoro interno vi è un largo picco centrale, spostato leggermente a nord-est del centro geometrico.

## Crateri correlati
Alcuni crateri minori situati in prossimità di De Vries sono convenzionalmente identificati, sulle mappe lunari, attraverso una lettera associata al nome.
| De Vries | Coordinate             | Diametro (in km) |
| -------- | ---------------------- | ---------------- |
| D        | 18°37′48″S 174°24′36″W | 18,13            |
| N        | 21°21′36″S 177°35′24″W | 29,02            |
| R        | 20°32′24″S 178°24′36″W | 13,55            |